# Сьюенсон-Тейлор, Джон, 3-й барон Грантчестер
Кристофер Джон Суэнсон-Тейлор, 3-й барон Гранчестер, также известный как Джон Грантчестер (англ. Christopher John Suenson-Taylor, 3rd Baron Grantchester; родился 8 апреля 1951 года) — британский пэр и лейбористский политик.

## Ранняя жизнь
Родился 8 апреля 1951 года. Старший сын Кеннета Бента Суэнсона-Тейлора, 2-го барона Гранчестера (1921—1995), и леди Гранчестер (урожденной Бетти Мурс). Он получил образование в Винчестерском колледже, где он был в школьной футбольной команде, и в Лондонской школе экономики, где он получил степень бакалавра наук в области экономики.

## Деловые и благотворительные интересы

### Литтлвудс
Лорд Гранчестер является внуком Джона Мурса (1896—1993), а его мать была номинальным главой семьи Мурс до своей смерти в 2019 году, основателем футбольных пулов Littlewoods в Ливерпуле и розничного бизнеса. Лорд Грантчестер — бывший директор Литтлвудса. Он занимает 85-е место в списке богачей Sunday Times 2015 с капиталом в 1 200 миллионов фунтов стерлингов.

### Футбол
Он был директором своей любимой футбольной команды «Эвертон». Он часто фигурировал в списке богачей FourFourTwo в результате его владения акциями. По состоянию на декабрь 2015 года он владел 8,5 % клуба. Он покинул совет директоров «Эвертона» в декабре 2000 года. Он является попечителем Фонда спорта и искусств. Он также является попечителем коллекции Дэвида Франса, крупнейшей в мире коллекции футбольных памятных вещей.

### Молочная ферма
Лорд Гранчестер управляет молочной фермой недалеко от Кру, Чешир. Он является председателем Ассоциации молочных продуктов Юго-Западного Чешира и членом совета Чеширского сельскохозяйственного общества и Королевского сельскохозяйственного общества.
Лорд Гранчестер был председателем одного из крупнейших молочных и сырных предприятий Великобритании, Dairy Farmers of Britain, на долю которого приходилось 10 % рынка молока Великобритании, когда он вступил в должность в июне 2009 года.

## Палата лордов
В 1995 году он унаследовал титул своего отца. Он заменил умершего лорда Милнера из Лидса в качестве одного из 92 наследственных пэров, оставшихся в Палате лордов в соответствии с Законом о Палате лордов 1999 года после победы над виконтом Хэнвортом двумя голосами против одного на дополнительных выборах в лейбористское кресло в октябре 2003 года. Член парламентской группы Лейбористские друзья Израиля.
Под руководством Эда Милибэнда барон Грантчестер был оппозиционным кнутом с 8 октября 2010 года по 18 сентября 2015 года. В настоящее время он является теневым министром окружающей среды, продовольствия и сельских дел, должность, которую он занимал с 1 июля 2014 года.

## Семья
Виконт Грантчестер был дважды женат. 31 октября 1973 года его первой женой стала Жаклин Сьюзан Яффе, дочь доктора Лео Яффе. Ихих брак закончился разводом. У супругов было четверо детей:
- Достопочтенная Холли Рэйчел Яффе Суэнсон-Тейлор (род. 1 августа 1975)
- Достопочтенный Джесси Дэвид Яффе Суэнсон-Тейлор (род. 6 июня 1977), старший сын и наследник отца
- Достопочтенная Ханна Робин Суэнсон-Тейлор (род. 1984)
- Достопочтенный Адам Джоэл Суэнсон-Тейлор (род. 1987)

10 ноября 2001 года барон Грантчестер женился вторым браком на Джиллиан Вуд, брак с которой был бездетным.